# Spartak D'Aguadinha

La Associação Spartak D'Aguadinha es un equipo de fútbol de Cabo Verde, del barrio Aguadinha del municipio de São Filipe en la isla de Fogo. Juega en el campeonato regional de Fogo. El club fue creado en el año 2002.
En el año 2014 el club ficha como entrenador a Joel de Castro, convirtiéndose así en el primer club caboverdiano en ser dirigido por un entrenador portugués. Esa misma temporada el equipo se proclama campeón del campeonato regional de Fogo, permitiéndole disputar el campeonato caboverdiano de fútbol.

## Estadio

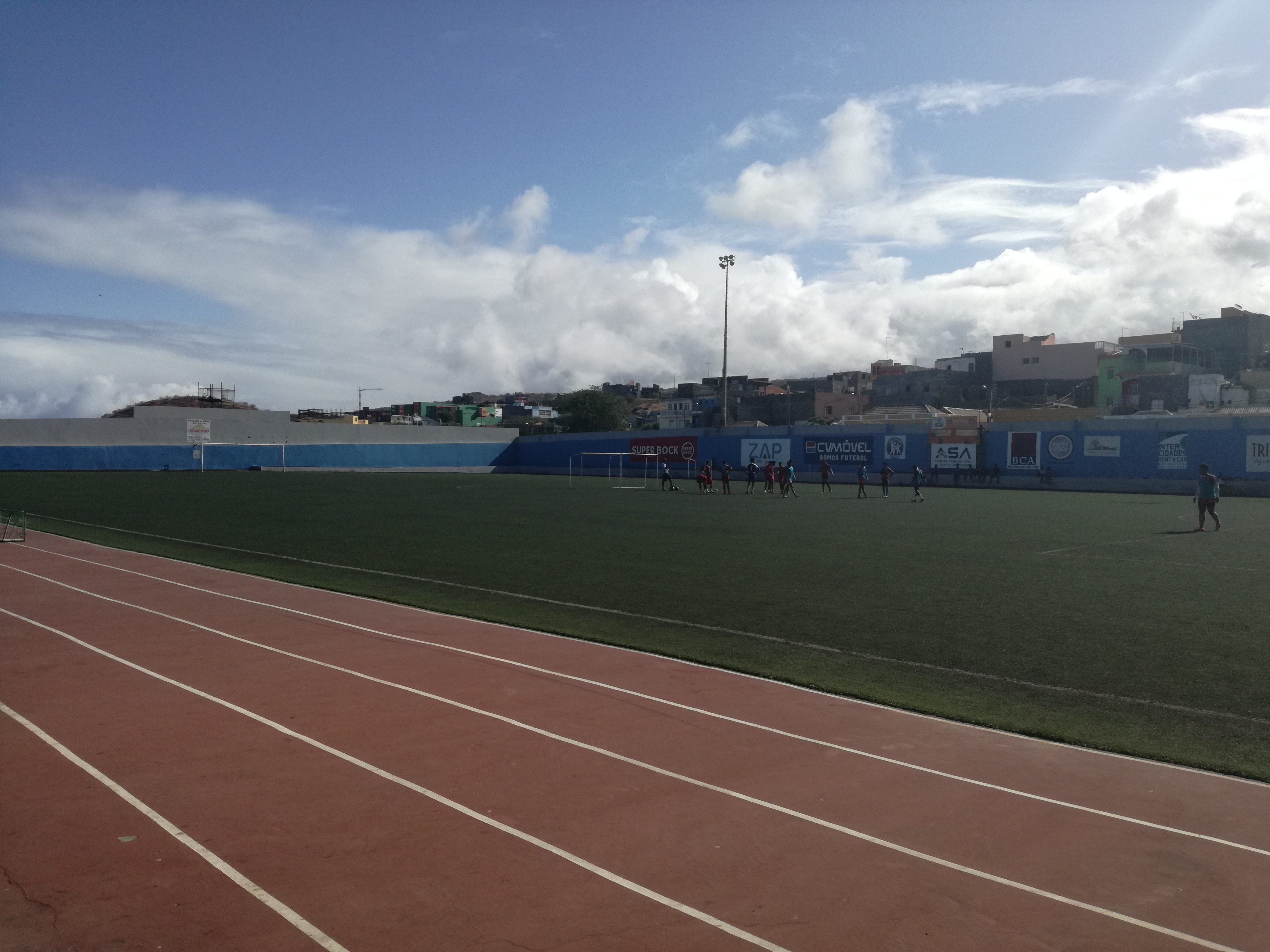
Estadio 5 de Julho.

El Vulcânicos Futebol Clube juega en el estadio 5 de Julho situado en la ciudad de São Filipe en la isla de Fogo, el terreno de juego es césped artificial y comparte el estadio con el resto de equipos de la ciudad.

## Palmarés
- Campeonato regional de Fogo: 1

2014-15

## Otras secciones y filiales
El club dispone de secciones de fútbol sala, voleibol y baloncesto.